# Shingo Suetsugu
Shingo Suetsugu (末續 慎吾?, Suetsugu Shingo; Kumamoto, 2 giugno 1980) è un velocista giapponese.

## Biografia
Il suo personale sui 100 m piani è di 10"03 (5 maggio 2003, vento favorevole di 1,8 m/s). Detiene il primato asiatico sui 200 m piani con 20"03, corsi ad Yokohama il 7 giugno 2003. Sui 400 m piani, ha corso in 45"99 nel 2002.
Tra i risultati più prestigiosi della sua carriera ci sono il bronzo sui 200 metri ai Campionati del mondo di atletica leggera di Parigi Saint-Denis 2003 dietro a John Capel e Darvis Patton e l'oro, sempre sui 200, ai Giochi asiatici a dicembre 2006 con il tempo di 20.71.
Ai Giochi olimpici di Pechino 2008, vince la medaglia d'argento con la staffetta 4x100 giapponese.

## Palmarès
| Anno | Manifestazione      | Sede     | Evento      | Risultato        | Prestazione | Note                                     |
| ---- | ------------------- | -------- | ----------- | ---------------- | ----------- | ---------------------------------------- |
| 2000 | Giochi olimpici     | Sydney   | 200 m piani | Semifinale       | 20"69       |                                          |
| 2000 | Giochi olimpici     | Sydney   | 4x100 m     | 6º               | 38"66       |                                          |
| 2001 | Mondiali            | Edmonton | 200 m piani | Semifinale       | 20"39       |                                          |
| 2001 | Mondiali            | Edmonton | 4×100 m     | 4º               | 38"96       |                                          |
| 2002 | Giochi asiatici     | Pusan    | 100 m piani | Oro              | 20"38       |                                          |
| 2002 | Giochi asiatici     | Pusan    | 4×100 m     | Argento          | 38"90       |                                          |
| 2003 | Mondiali            | Parigi   | 200 m piani | Bronzo           | 20"38       |                                          |
| 2004 | Giochi olimpici     | Atene    | 100 m piani | Quarti di finale | 10"19       |                                          |
| 2004 | Giochi olimpici     | Atene    | 4x100 m     | 4º               | 38"49       |                                          |
| 2005 | Mondiali            | Helsinki | 200 m piani | Semifinale       | 20"84       |                                          |
| 2005 | Mondiali            | Helsinki | 4×100 m     | 8º               | 38"77       |                                          |
| 2005 | Campionati asiatici | Incheon  | 100 m piani | Argento          | 10"42       |                                          |
| 2005 | Campionati asiatici | Incheon  | 4×100 m     | Oro              | 39"10       |                                          |
| 2006 | Giochi asiatici     | Doha     | 200 m piani | Oro              | 20"60       |                                          |
| 2006 | Giochi asiatici     | Doha     | 4×100 m     | Argento          | 39"21       |                                          |
| 2007 | Mondiali            | Osaka    | 200 m piani | Quarti di finale | 20"70       |                                          |
| 2007 | Mondiali            | Osaka    | 4×100 m     | 5º               | 38"03       | Record asiatico                          |
| 2008 | Giochi olimpici     | Pechino  | 200 m piani | Batteria         | 20"93       |                                          |
| 2008 | Giochi olimpici     | Pechino  | 4x100 m     | Argento          | 38"15       | Miglior prestazione personale stagionale |